# Gouvernement Gioberti
Royaume de Sardaigne
Perrone Chiodo
Le gouvernement Gioberti (Governo Gioberti, en italien) est le gouvernement du royaume de Sardaigne entre le 16 décembre 1848 et le 21 février 1849, durant la Ire législature et la IIe législature du royaume de Sardaigne.

## Historique

### Président du conseil des ministres
Vincenzo Gioberti